# Исхемијска кардиомиопатија
Исхемијска кардиомиопатија (МКБ10: I25.5) је клиничка форма исхемијске болести срца у којој, због значајног губитка срчаног ткива и смањене функције срца доминирају знаци срчане инсуфицијенције.

## Етиологија
Исхемијска кардиомиопатија је обољење у чијој основи је функционална слабост срчаног мишића која настаје као последицом губитка или оштећења срчаног ткива (више од 20%), услед акутне или хроничне исхемије. У развијеним земљама света исхемијска кардиомиопатија је узрок две трећине до три четвртине случајева дилатативне кардиомиопатије.
У основи поремећаја је коронарна болест су:
- хроничне срчане инсуфицијенција која је у 70% случајева главни узрок развоја котронарне болести,
- валвуларна болест срца,
- хипертензија
- друге врсте кардиомиопатија.[4]

## Патофизиологија
Услед сужавања коронарних артерија, исхемијска кардиомиопатија доводи до недовољним протоком крви, а самим тим и смањено допремање кисеоникa до мишићног слоја срца —  што заузврат узрокује хипоксију, и смрт ћелије. То може проузроковати различите нивое повреда ткива и утицати на функцију великих и средњих артерија великог крвотока.

## Клиничке карактеристике
Исхемијска кардиомиопатија (као синдром), клинички се карактерише:
Симптомима типичним за дисфункцију леве коморе
Међу овим симптомима доминирају:
| - диспнеја при оптерећењу или у миру, - пароксизмална ноћна диспнеја, | - замор, - отоци удова. |

Знацима типични за дисфункцију леве коморе
У ове знаке спадају:
| - тахикардија, тахипнеја, - застој на плућима, - плеурални излив, | - периферни едеми, - хепатомегалија, - повећани југуларни венски притисак. |

Објективним показатељима структурног и функционалног оштећења леве срчане коморе у миру
Као објективни показатељи оштећења леве коморе у миру јављају се:
- кардиомегалија,
- присуство трећег срчаног тона,
- присуство срчаног шума,
- променама на ехокардиографији у смислу глобално поремећене систолне функције са смањеном ејекционом фракцијом (скраћено ЕФ) и подручјима поремећене контрактилности и
- повећана концентрација натриуретског пептида.

## Терапија
Примарно лечење исхемијске кардиомиопатије заснива се на примени блокада ренин-ангиотензин-алдостерон система, која укључује примену: АЦЕ инхибитора,
блокатора ангиотензинских рецептора, спиронолактона и алдостеронских антагониста код болесника са нивоом креатинина < 2.5 мгдЛ и калијумом < 5.0 mmол/L.
- Бета блокаторе треба применити, ако нису нису контраиндиковани, код свих болесника са ЕФ < 40%, уз постепено повећаваје дозе. Потребно је да пацијенти буду претходно клинички стабилни.
- Фуросемид и тиазидни диуретици су индиковани код болесника са симптомима и знацима конгестије.
- Амјодарон је лек избора у лечењу симптоматских суправентрикуларних и вентрикуларних аритмија у исхемијским кардиомиопатијама, уз претходно кориговање могућих преципитирајућеих узрока аритмија и примене оптималне дозе бета блокера, АЦЕ инхибитора блокатора ангиотензинских рецептора и антагониста алдостерона.
- Орална антикоагулантна терапија је индикована код болесника са атријалном фибрилацијом, или флатером, или документованим тромбом у левој комори.
- Код болесника са симптоматском исхемијском кардиомиопатијом статини смањују број хоспитализација.

### Хируршка реваскуларизација миокарда
Бројне ретроспективне студије или регистри указују да хируршка реваскуларизација миокарда продужава преживљавање код болесника са исхемијском кардиомиопатијом.
Одлуку о примени хируршке интервенције или прекутане коронарне интервенције лекар доноси на основу:
- спроведене евалуације коморбидитета,
- процедуралног ризика,
- коронарне анатомије,
- постојања живог миокарда у региону реваскуларизације,
- функције леве коморе и
- присуства значајне валвуларне болести.[9]

### Имплантација матичних ћелија
Могућност регенерације миокарда имплантацијом матичних ћелија, које очекивано треба да доведу до поправљања функције леве коморе, новија је могућност за болесника и за лекаре.
Ова врста терапије која је тренутно у фази клиничког испитивања, како би што пре постала део рутинске клиничке терапије

## Примарна и секундарна превенција
Примарна превенција
Кардиовертер дефибрилатори (ИЦД) у примарној превенцији су индиковани за смањење смртности код болесника са смањеном функцијом леве коморе због претходног инфаркта миокарда (најмање 40 дана), ЕФ<35%, НYХА класа II или III, на оптималној медикаментној терапији и чије је очекивано преживљавање > 1 годину дана.
Секундарна превенција
У секундарној превенцији к ардиовертер дефибрилатори (ИЦД) је индикован код болесника који су преживели вентрикуларну фибрилацију и са документованом хемодинамски нестабилном вентикуларном тахикардијом, са синкопом и без ње.

## Прогноза
Исхемијска кардиомиопатија има лошију прогнозу, у поређењу са стабилном ангином пекторис без дисфункције леве срчане коморе, као и у односу на неисхемијску форму дилатативне кардиомиопатије. Разлог томе је повећани ризик од:
- угрожавајућих вентрикуларних аритмија,
- погоршања дисфункције срчане коморе у случају нове исхемије или инфаркта миокарда,
- потенцијално фаталних системских компликација,
- јатрогених компликација.[8][11][10][12]